# George Pilkington Mills

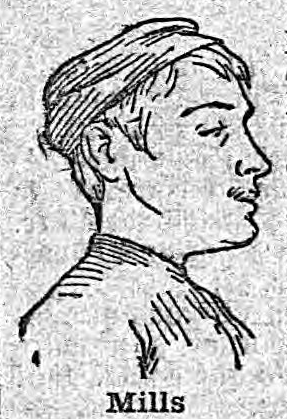
George Pilkington Mills (Zeichnung aus dem Petit Journal von 1891)

George Pilkington Mills (* 8. Januar 1867 in London; † 25. November 1945 ebenda) war ein britischer  Radrennfahrer und Radsportpionier.
Zwischen 1880 und 1890 fuhr George Pilkington Mills sechsmal die sogenannte End-to-End-Tour in Großbritannien, die 1440 Kilometer lange Strecke vom westlichen Punkt Englands, Land’s End, zum nördlichsten von Schottland, John o’ Groats. 1886 betrug seine Bestzeit auf einem Ordinary-Hochrad fünf Tage und 1 ¾ Stunden; dieser Hochrad-Rekord besteht bis heute. 1891 schaffte er dieselbe Strecke auf einem Niederrad mit Luftreifen in vier Tagen, elf Stunden und 17 Minuten.
1891 gewann Mills die erste Austragung von Bordeaux–Paris. Für die rund 600 Kilometer lange Strecke benötigte er 26 Stunden, 34 Minuten und 57 Sekunden. Wegen seiner Leistung auf der End-to-End-Tour war er von den Organisatoren des Rennens eingeladen worden; außer ihm waren noch weitere 37 Fahrer am Start, darunter drei Briten, die wie Mills dem North Road Club aus Hereford angehörten. Die  Briten belegten im Ziel die ersten vier Plätze. Gegenüber der Bicycle Union musste Mills, der bei einer Fahrradfirma „Humber“ angestellt war, erklären, dass er alle Auslagen, die ihm wegen des Rennens entstanden waren, selbst bestritten hatte, um seinen Amateurstatus nicht zu gefährden.
Mills war studierter Ingenieur und wechselte später zur Raleigh Cycle Company in Nottingham. Ende der 1890er Jahre, als die erste Fahrradbegeisterung nachließ, sandte ihn sein Chef Frank Bowden in die USA, um sich dort über effektivere Produktionsweisen zu informieren und Produktionsmaschinen zu erwerben. Später arbeitete er für verschiedene Autohersteller und fuhr Autorennen.